# Get on Up – A James Brown sztori
Get on Up – A James Brown sztori (eredeti cím: Get on Up) 2014-ben bemutatott amerikai életrajzi zenés-drámafilm James Brown énekes életéről. A filmet Tate Taylor rendezte, valamint Jez és John-Henry Butterworth írta. A film producere: Brian Grazer, Mick Jagger, Taylor és Victoria Pearman. A főszereplők Chadwick Boseman, Nelsan Ellis, Dan Aykroyd, Viola Davis, Craig Robinson és Octavia Spencer.
A projektet 2013 augusztusában jelentették be, Boseman, Davis, Spencer és Ellis főszereplésével együtt. A forgatás 2013. november 4-én kezdődött Mississippi államban, ahol az egész filmet 49 napon belül leforgatták.
2014. augusztus 1-én mutatták be az Amerikai Egyesült Államokban, általánosságban pozitív értékeléseket kapott a kritikusoktól, dicsérték a szereplőket (különösen Boseman és Brandon Mychal Smith előadásait), és világszerte összesen több mint 33 millió dolláros bevételt tudott gyűjteni.

## Szereplők
| Szerep                      | Színész              | Magyar hang     |
| --------------------------- | -------------------- | --------------- |
| James Brown                 | Chadwick Boseman     | Varga Rókus     |
| Bobby Byrd                  | Nelsan Ellis         | Szabó Máté      |
| Ben Bart                    | Dan Aykroyd          | Bácskai János   |
| Susie Brown                 | Viola Davis          | Kocsis Mariann  |
| Joseph "Joe" Brown          | Lennie James         | Törköly Levente |
| Syd Nathan                  | Fred Melamed         | Pálfai Péter    |
| Maceo Parker                | Craig Robinson       | Kapácsy Miklós  |
| Deidre "Dee-Dee" Jenkins    | Jill Scott           | Köves Dóra      |
| Honey Washington néni       | Octavia Spencer      | Makay Andrea    |
| Ralph Bass                  | Josh Hopkins         | Seder Gábor     |
| Little Richard              | Brandon Mychal Smith | Kisfalusi Lehel |
| Yvonne Fair                 | Tika Sumpter         | Molnár Ilona    |
| Vicki Anderson              | Aunjanue Ellis       | Lipcsey Bori    |
| Mick Jagger                 | Nick Eversman        |                 |
| Lyndon B. Johnson miniszter | Charles R. Rooney    |                 |